# Ragazza in nero
Ragazza in nero (Το Κορίτσι με τα Μαύρα) è un film greco del 1956 diretto da Michael Cacoyannis.